# Resolució 1593 del Consell de Seguretat de les Nacions Unides
La Resolució 1593 del Consell de Seguretat de les Nacions Unides fou adoptada el 31 de març de 2005. Després de rebre un informe de la Comissió d'Investigació sobre el Darfur, el Consell va esmentar la situació a la regió del Darfur en Sudan a la Cort Penal Internacional (CPI) i va exigir a tots els estats que cooperessin plenament. Va marcar la primera vegada que el Consell havia referit una situació a la Cort, i també obligava un país a cooperar amb ella.
Sudan, que no és membre permanent de la CPI sota l'Estatut de Roma, es nega a reconèixer la jurisdicció de la cort, i va afirmar que "la Cort Penal Internacional no té cap lloc en aquesta crisi".

## Adopció
La resolució va ser aprovada per 11 vots contra cap i quatre abstencions d'Algèria, Brasil, Xina i Estats Units. El representant algerià preferia una solució ideada per la Unió Africana al problema, el Brasil va acceptar la resolució però va objectar la visió dels Estats Units sobre la jurisdicció selectiva del Tribunal, el representant xinès no estava d'acord amb alguns elements de l'Estatut de la CPI i va argumentar que els perpetradors haurien de ser jutjats en tribunals sudanesos, i els Estats Units es van oposar a algunes disposicions de la Cort, però que recolzaven generalment els interessos humanitaris i la lluita contra la impunitat.

## Resolució
Actuant sota el Capítol VII de la Carta de les Nacions Unides, el Consell va fer referència a la situació des de l'1 de juliol de 2002 a la CPI i va instar a tots els estats a cooperar amb la Cort, sigui o no part de l'Estatut de Roma. La CPI i la Unió Africana van ser convidats a discutir les pràctiques dels processos relacionats amb el conflicte, mentre que es va encoratjar a la CPI a promoure l'estat de dret, els drets humans i la lluita contra la impunitat al Darfur.
La resolució també va posar l'accent en la importància de la reconciliació, a través de la creació de comissions de veritat, per exemple. Els nacionals d'un estat diferent de Sudan que no reconeguin la jurisdicció de la Cort estarien subjectes a la jurisdicció d'aquest estat per actes relacionats amb Sudan.